# Oppagne
Oppagne is een dorp in de Belgische provincie Luxemburg. Het ligt in Wéris, een deelgemeente van Durbuy. Oppagne ligt twee kilometer ten zuidwesten van het dorpscentrum van Wéris. Net ten noordoosten van Oppagne ligt het gehuchtje Wènin en verderop het gehucht Pas-Bayard.

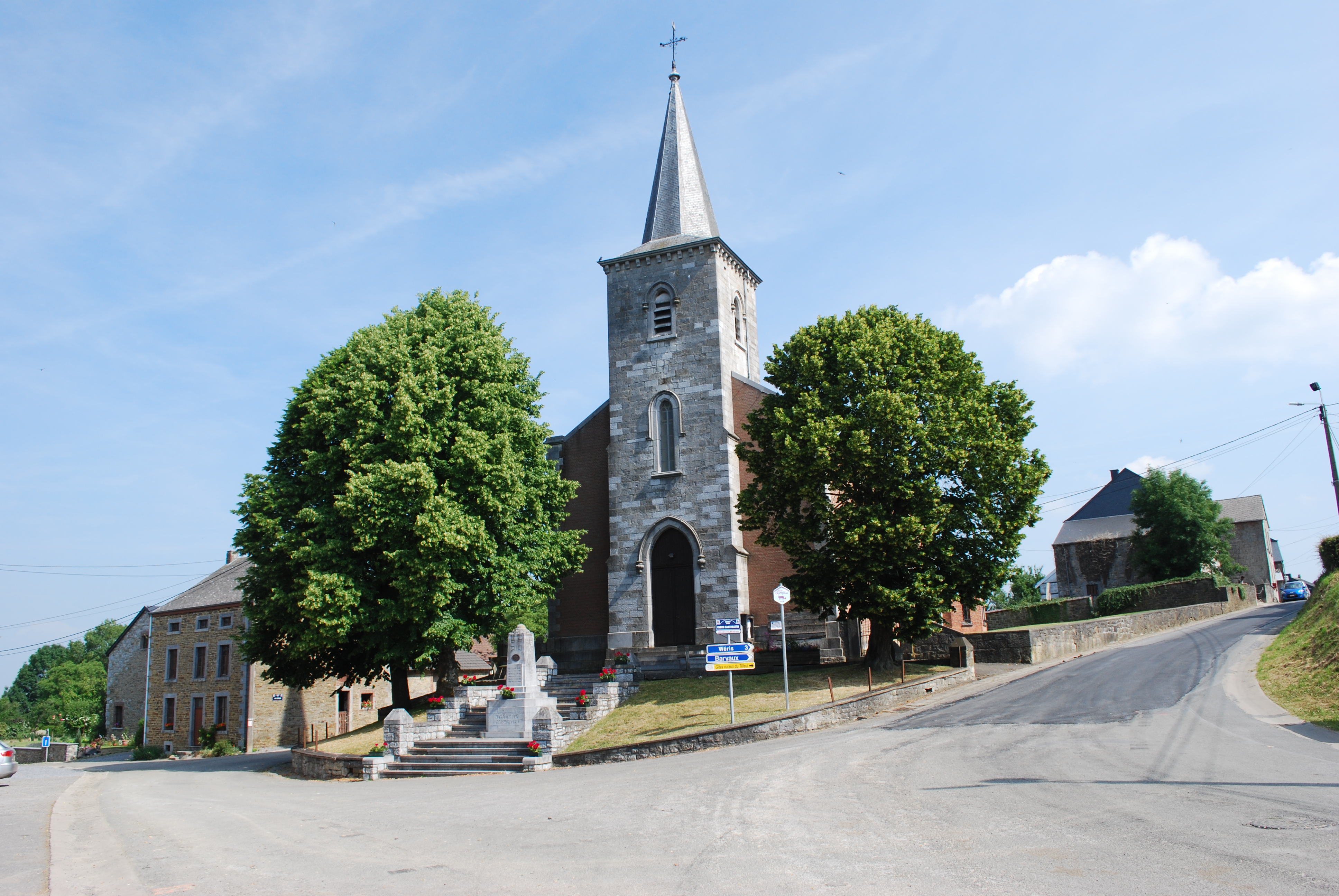
Dorpscentrum met Église Saint-Martin

## Geschiedenis
Op de Ferrariskaart uit de jaren 1770 staat de plaats weergegeven als het dorpje Opagne. De directe omgeving van het dorp is op de kaart aangeduid als een Luikse enclave binnen het hertogdom Luxemburg. De dorpskern op zijn beurt is op de kaart weergegeven als een kleine Luxemburgse enclave binnen deze Luikse enclave.
Op het eind van het ancien régime werd Oppagne een zelfstandige gemeente, maar deze werd in 1812 al opgeheven en samen met de eveneens opgeheven gemeente Biron bij Wéris gevoegd. Biron werd in 1823 bij Soy gevoegd. Bij de gemeentelijke fusies van 1977 werd Wéris een deelgemeente van Durbuy.

## Bezienswaardigheden
- Église Saint-Martin

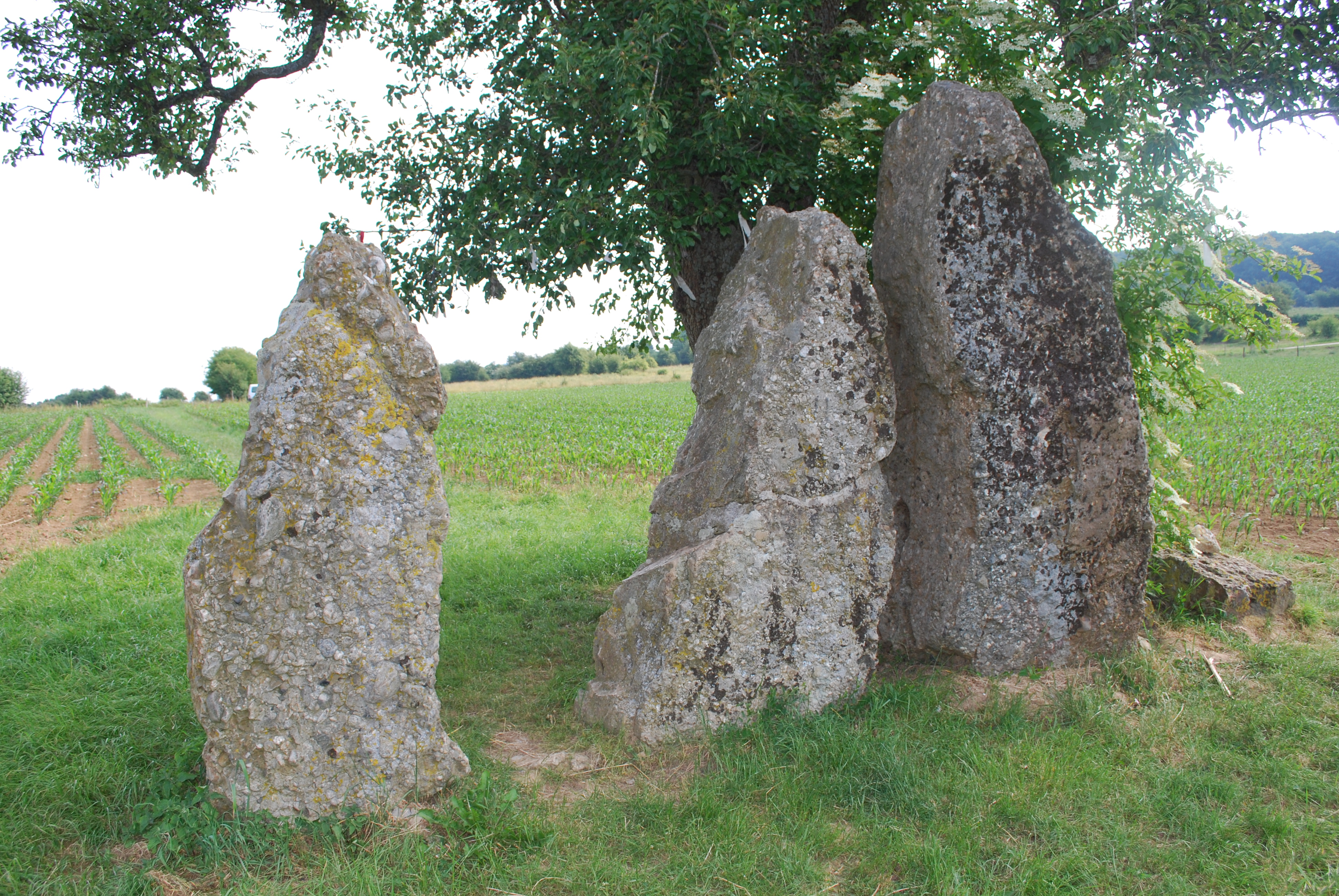
Menhirs van Oppagne

- Dolmen van Oppagne, een van de megalieten bij Wéris
- Menhirs van Oppagne, idem
- Pas-Bayard in het nabijgelegen gehucht Pas-Bayard

Deelgemeenten: Barvaux · Bende · Bomal · Borlon · Durbuy · Grandhan · Heyd · Izier · Septon · Tohogne · Villers-Sainte-Gertrude · Wéris

Overige plaatsen: Aisne · Bohon · Grande Enneille· Herbet · Hermanne · Houmart · Juzaine · Longueville · Morville · Oneux · Oppagne · Ozo · Palenge · Pas-Bayard · Petite Enneille · Petite-Somme · Petithan · Rome · Verlaine-sur-Ourthe · Warre

Belgische gemeenten · Arrondissement Marche-en-Famenne · Luxemburg · Wallonië